# Max Hoff
Max Hoff (Troisdorf, 12 de septiembre de 1982) es un deportista alemán que compite en piragüismo en la modalidad de aguas tranquilas.
Participó en cuatro Juegos Olímpicos de Verano, obteniendo en total tres medalla, oro en Río de Janeiro 2016 (K4 1000 m), bronce en Londres 2012 (K1 1000 m) y plata en Tokio (K2 1000 m), y el quinto lugar en Pekín 2008, en K1 1000 m. En los Juegos Europeos consiguió cuatro medallas, dos de oro en Bakú 2015 y oro y bronce Minsk 2019.
Ganó 12 medallas en el Campeonato Mundial de Piragüismo entre los años 2009 y 2019, y 23 medallas en el Campeonato Europeo de Piragüismo entre los años 2008 y 2021.

## Palmarés internacional
| Juegos Olímpicos   | Juegos Olímpicos            | Juegos Olímpicos  | Juegos Olímpicos |
| Año                | Lugar                       | Medalla           | Competición      |
| ------------------ | --------------------------- | ----------------- | ---------------- |
| 2012               | Londres (Reino Unido)       | Medalla de bronce | K1 1000 m        |
| 2016               | Río de Janeiro (Brasil)     | Medalla de oro    | K4 1000 m        |
| 2020               | Tokio (Japón)               | Medalla de plata  | K2 1000 m        |
| Campeonato Mundial |                             |                   |                  |
| Año                | Lugar                       | Medalla           | Competición      |
| 2009               | Dartmouth (Canadá)          | Medalla de oro    | K1 1000 m        |
| 2010               | Poznań (Polonia)            | Medalla de oro    | K1 1000 m        |
| 2010               | Poznań (Polonia)            | Medalla de plata  | K1 5000 m        |
| 2011               | Szeged (Hungría)            | Medalla de oro    | K1 5000 m        |
| 2011               | Szeged (Hungría)            | Medalla de oro    | K4 1000 m        |
| 2013               | Duisburgo (Alemania)        | Medalla de oro    | K1 1000 m        |
| 2014               | Moscú (Rusia)               | Medalla de plata  | K1 5000 m        |
| 2015               | Milán (Italia)              | Medalla de plata  | K1 5000 m        |
| 2017               | Račice (República Checa)    | Medalla de plata  | K1 5000 m        |
| 2018               | Montemor-o-Velho (Portugal) | Medalla de oro    | K2 1000 m        |
| 2019               | Szeged (Hungría)            | Medalla de oro    | K2 1000 m        |
| 2019               | Szeged (Hungría)            | Medalla de plata  | K1 5000 m        |
| Juegos Europeos    |                             |                   |                  |
| Año                | Lugar                       | Medalla           | Competición      |
| 2015               | Bakú (Azerbaiyán)           | Medalla de oro    | K1 1000 m        |
| 2015               | Bakú (Azerbaiyán)           | Medalla de oro    | K1 5000 m        |
| 2019               | Minsk (Bielorrusia)         | Medalla de oro    | K2 1000 m        |
| 2019               | Minsk (Bielorrusia)         | Medalla de bronce | K1 5000 m        |
| Campeonato Europeo |                             |                   |                  |
| Año                | Lugar                       | Medalla           | Competición      |
| 2008               | Milán (Italia)              | Medalla de bronce | K1 1000 m        |
| 2009               | Brandeburgo (Alemania)      | Medalla de oro    | K1 1000 m        |
| 2010               | Corvera (España)            | Medalla de oro    | K1 1000 m        |
| 2010               | Corvera (España)            | Medalla de plata  | K1 5000 m        |
| 2010               | Corvera (España)            | Medalla de bronce | K1 500 m         |
| 2011               | Belgrado (Serbia)           | Medalla de oro    | K1 1000 m        |
| 2011               | Belgrado (Serbia)           | Medalla de plata  | K4 1000 m        |
| 2012               | Zagreb (Croacia)            | Medalla de oro    | K1 1000 m        |
| 2012               | Zagreb (Croacia)            | Medalla de plata  | K1 5000 m        |
| 2013               | Montemor-o-Velho (Portugal) | Medalla de oro    | K1 5000 m        |
| 2013               | Montemor-o-Velho (Portugal) | Medalla de plata  | K1 1000 m        |
| 2013               | Montemor-o-Velho (Portugal) | Medalla de bronce | K1 500 m         |
| 2014               | Brandeburgo (Alemania)      | Medalla de oro    | K1 5000 m        |
| 2014               | Brandeburgo (Alemania)      | Medalla de bronce | K1 1000 m        |
| 2015               | Račice (República Checa)    | Medalla de oro    | K1 1000 m        |
| 2015               | Račice (República Checa)    | Medalla de plata  | K1 5000 m        |
| 2016               | Moscú (Rusia)               | Medalla de oro    | K2 1000 m        |
| 2017               | Plovdiv (Bulgaria)          | Medalla de oro    | K2 1000 m        |
| 2017               | Plovdiv (Bulgaria)          | Medalla de oro    | K1 5000 m        |
| 2018               | Belgrado (Serbia)           | Medalla de oro    | K1 5000 m        |
| 2018               | Belgrado (Serbia)           | Medalla de plata  | K2 1000 m        |
| 2021               | Poznań (Polonia)            | Medalla de oro    | K2 1000 m        |
| 2021               | Poznań (Polonia)            | Medalla de bronce | K2 500 m         |